# Пиньейруш (Монсан)
Пиньейруш (порт. Pinheiros) — район (фрегезия) в Португалии, входит в округ Виана-ду-Каштелу. Является составной частью муниципалитета Монсан. По старому административному делению входил в провинцию Минью. Входит в экономико-статистический субрегион Минью-Лима, который входит в Северный регион. Население составляет 372 человека на 2001 год. Занимает площадь 2,81 км².
Покровителем района считается Мартин Турский (порт. São Martinho).